# Auchmis tanaceti
Auchmis tanaceti là một loài bướm đêm trong họ Noctuidae.